# Cercospora traversiana
Cercospora traversiana är en svampart som beskrevs av Sacc. 1904. Cercospora traversiana ingår i släktet Cercospora och familjen Mycosphaerellaceae.   Inga underarter finns listade i Catalogue of Life.